# Stef Vermeylen

## Stef Vermeylen
Stef Vermeylen (geboren op 29 december 2002) is een voormalige Belgische zaalvoetbaldoelman en huidige personal trainer. Hij stond onder meer onder contract bij Real Elmos Herentals, een vooraanstaande Belgische voetbalclub.